# François-Antoine Chevrier
François-Antoine Chevrier noto anche come François-Antoine de Chevrier (Nancy, 11 ottobre 1721 – Rotterdam, 26 giugno 1762) è stato uno scrittore francese e un noto pamphlettista.
Trascorse la maggior parte della sua vita come scrittore di pamphlet rivelando le meschinità e gli intrighi del suo tempo, che tutti tacevano, principalmente nel teatro. Adolphe Van Bever lo definì "il più satirico e il meno socievole, degli scrittori  lorenesi".

## Biografia
Figlio di un contadino di Nancy, nacque in quella città in rue des Quatre-Églises.
Si fece notare per la prima volta per un opuscolo contro il duca Stanislao Leszczyński, che gli valse l'esilio.
Rifugiato a Parigi, lavorò per il teatro e viaggiò molto, spesso contro la sua volontà, perseguitato dalla vendetta di alcuni potenti o preoccupato di essere trovato dalla polizia. Fu il primo segretario del Marchese de Cursay (1700-1766) quando comandava le truppe francesi in Corsica, poi scrittore di pamphlet a Parigi. Costretto a un nuovo esilio, fuggì nei Paesi Bassi austriaci, poi nella Repubblica delle Sette Province Unite e in Germania.
La sua opera più nota è Le Colporteur (1762). Lo scandalo provocato dalla pubblicazione di questo romanzo fece sì che il governo francese chiedesse l'estradizione dell'autore, che era esiliato nella Repubblica delle Sette Province Unite. Morì improvvisamente nei primi giorni di luglio 1762 e si disse che fosse stato avvelenato per ordine del governo francese, il che fece dire all'attrice Sophie Arnould: "Solo il paradiso! avrà succhiato la sua penna". Sembra, piuttosto, che fosse morto di indigestione, lui che aveva fatto la fame per tutta la vita.

## Opere
- Pamphlet e romanzi
  - Recueil de ces dames, Bruxelles [Parigi], aux dépens de la Compagnie, 1745
  - Bi-Bi, conte traduit du chinois par un Français. Première et peut-être dernière édition, à Mazuli, Khilo-Khula, l'an de Sal-Chodaï 623 [Parigi, 1746]
  - Voyage de Rogliano, par M. de Chevrier, Livorno, Imprimerie française, 1751
  - Les Ridicules du siecle, Londra [Paris, Mérigot], 1752
  - Ma-gakou: histoire japonnoise, A Goa [Paris], per espresso ordine dell'imperatore, 1752
  - Cela est singulier, histoire égyptienne, traduite par un rabbin génois, A Babilonia, de l'Imprimerie royale [Paris], 1752
  - Mémoires d'une honnête femme écrits par elle-même et publiés par M. de Chevrier, à Londra [Paris, Mérigot ou Sébastien Jorry], 1753
  - Le Quart d'heure d'une jolie femme, ou les Amusemens de la toilette, ouvrage presque moral dédié à Messieurs les habitans des coins du roi et de la reine, par Mademoiselle de *****, Ginevra, A. Philibert, 1753
  - Observations sur le théâtre, dans lesquelles on examine avec impartialité l'état actuel des spectacles de Paris, par M. de Chevrier, Parigi, Debure le jeune, 1755
  - Testament politique du maréchal duc de Belle-Isle, 1761
  - Le Codicille, et l'esprit, ou Commentaire des maximes politiques de M. le maréchal duc de Bell'Isle, avec des notes apologétiques, historiques et critiques, le tout publié par M. D. C***, L'Aia, Veuve Van Duren, 1762
  - Le Colporteur, histoire morale et critique, à Londres, chez Jean Nourse, l'An de Vérité [L'Aia, 1761]
  - Almanach des gens d'esprit par un homme qui n'est pas sot, calendrier pour l'année 1762 et le reste de la vie, publié par l'auteur du "Colporteur", Toujours à Londres [La Haye], chez l'éternel Jean Nourse, 1762
  - Les Amusemens des dames de B***. Histoire honnête et presque édifiante, composée par feu le chevalier de Ch***** et publiée par l'auteur du "Colporteur", à Rouen, chez Pierre Le Vrai, cette présente année [L'Aia, 1762]
  - L'Observateur des spectacles ou Anecdotes théâtrales, ouvrage périodique, par M. de Chevrier, La Haye, l'auteur ; Amsterdam, Henri Constapel, 1762-1763, 3 vol.
- Teatro
  - Le Feint normand (1741)
  - L'Inconstant (1746)
  - Cargula (1749)
  - La Revue des théâtres (1753)
  - Le Retour du goût (1754)
  - La Campagne (1754)
  - L'Épouse suivante (1755)
  - Les Fêtes parisiennes (1755)
  - La Petite maison (1757)
- Poèmes
  - L'Acadiade ou Prouesses angloises en Acadie, Canada &c. Poëme comi-héroïque, en quatre chants, par Mr. D***, Cassel [Paris], aux depens de l'auteur, 1758
  - L'Albionide, ou l'Anglais démasqué, poëme héroï-comique relatif aux circonstances présentes, enrichi de notes historiques, politiques & critiques, par M. le comte de F.P.T., Aix, J. William, 1759
  - L'Hanovriade, poëme héroi-burlesque en cinq chants, orné de notes historiques, allegoriques, morales et critiques, par l'auteur du poëme de l'Albionide, Closter-Seven, George De Bergen, 1759.